# Onel Hernández
Onel Lázaro Hernández Mayea, meglio noto come Onel Hernández (Morón, 1º febbraio 1993), è un calciatore cubano con cittadinanza tedesca, attaccante del Norwich City e della nazionale cubana.

## Biografia
Nato a Cuba, si è trasferito in Germania con la madre e la sorella all'età di sei anni, stabilendosi a Gütersloh.

## Carriera

### Club
Cresciuto nei settori giovanili di Rot Weiss Ahlen e Arminia Bielefeld, con cui ha esordito in prima squadra a 17 anni, nelle stagioni successive ha militato in Regionalliga con le maglie di Werder Brema II e Wolfsburg II. Il 2 giugno 2016 firma un triennale con l'Eintracht Braunschweig; dopo una stagione e mezza disputata ad alto livello, in cui si è affermato come uno dei migliori giocatori di Zweite Liga, il 25 gennaio 2018 viene acquistato dal Norwich City, legandosi ai Canaries fino al 2021.
Il 7 giugno 2019, dopo aver conquistato la promozione in Premier League, prolunga fino al 2023; il 9 agosto diventa quindi il primo giocatore cubano della storia a giocare nella massima serie inglese.
Il 29 agosto 2021 passa in prestito al Middlesbrough.

### Nazionale
Convocabile dalla nazionale cubana, non può tuttavia disputare partite con i Leones del Caribe in quanto non militante nel campionato locale. Tuttavia nel marzo 2021 le cose cambiano: lui riesce a essere convocato dalla selezione cubana, con cui debutta il 24 del mese nella sconfitta per 1-0 contro il Guatemala.

## Statistiche

### Presenze e reti nei club
Statistiche aggiornate al 2 gennaio 2021.
| Stagione                      | Squadra                       | Campionato                    | Campionato | Campionato | Coppe nazionali | Coppe nazionali | Coppe nazionali | Coppe continentali | Coppe continentali | Coppe continentali | Altre coppe | Altre coppe | Altre coppe | Totale | Totale | Totale |
| Stagione                      | Squadra                       | Comp                          | Pres       | Reti       | Comp            | Pres            | Reti            | Comp               | Pres               | Reti               | Comp        | Pres        | Reti        | Pres   | Reti   |        |
| ----------------------------- | ----------------------------- | ----------------------------- | ---------- | ---------- | --------------- | --------------- | --------------- | ------------------ | ------------------ | ------------------ | ----------- | ----------- | ----------- | ------ | ------ | ------ |
| 2010-2011                     | Arminia Bielefeld             | ZL                            | 10         | 0          | CG              | 0               | 0               | -                  | -                  | -                  | -           | -           | -           | 10     | 0      |        |
| 2011-2012                     | Arminia Bielefeld             | 3.L                           | 18         | 0          | CG              | 0               | 0               | -                  | -                  | -                  | -           | -           | -           | 18     | 0      |        |
| Totale Arminia Bielefeld      | Totale Arminia Bielefeld      | Totale Arminia Bielefeld      | 28         | 0          |                 | 0               | 0               |                    | -                  | -                  |             | -           | -           | 28     | 0      |        |
| 2012-2013                     | Werder Brema II               | RL                            | 32         | 0          | -               | -               | -               | -                  | -                  | -                  | -           | -           | -           | 32     | 0      |        |
| 2013-gen. 2014                | Werder Brema II               | RL                            | 14         | 4          | -               | -               | -               | -                  | -                  | -                  | -           | -           | -           | 14     | 4      |        |
| Totale Werder Brema II        | Totale Werder Brema II        | Totale Werder Brema II        | 46         | 4          |                 | -               | -               |                    | -                  | -                  |             | -           | -           | 46     | 4      |        |
| gen.-giu. 2014                | Wolfsburg II                  | RL                            | 9          | 1          | -               | -               | -               | -                  | -                  | -                  | -           | -           | -           | 9      | 1      |        |
| 2014-2015                     | Wolfsburg II                  | RL                            | 30         | 4          | -               | -               | -               | -                  | -                  | -                  | -           | -           | -           | 30     | 4      |        |
| 2015-2016                     | Wolfsburg II                  | RL                            | 13+2       | 2          | -               | -               | -               | -                  | -                  | -                  | -           | -           | -           | 15     | 2      |        |
| Totale Wolfsburg II           | Totale Wolfsburg II           | Totale Wolfsburg II           | 52+2       | 7          |                 | -               | -               |                    | -                  | -                  |             | -           | -           | 54     | 7      |        |
| 2016-2017                     | Eintracht Braunschweig        | ZL                            | 34+2       | 5          | CG              | 0               | 0               | -                  | -                  | -                  | -           | -           | -           | 36     | 5      |        |
| 2017-gen. 2018                | Eintracht Braunschweig        | ZL                            | 17         | 1          | CG              | 1               | 0               | -                  | -                  | -                  | -           | -           | -           | 18     | 1      |        |
| Totale Eintracht Braunschweig | Totale Eintracht Braunschweig | Totale Eintracht Braunschweig | 51+2       | 6          |                 | 1               | 0               |                    | -                  | -                  |             | -           | -           | 54     | 6      |        |
| gen.-giu. 2018                | Norwich City                  | FLC                           | 12         | 0          | FACup+CdL       | -               | -               | -                  | -                  | -                  | -           | -           | -           | 12     | 0      |        |
| 2018-2019                     | Norwich City                  | FLC                           | 40         | 8          | FACup+CdL       | 1+2             | 0+1             | -                  | -                  | -                  | -           | -           | -           | 43     | 9      |        |
| 2019-2020                     | Norwich City                  | PL                            | 26         | 1          | FACup+CdL       | 3+0             | 1+0             | -                  | -                  | -                  | -           | -           | -           | 29     | 2      |        |
| 2020-2021                     | Norwich City                  | FLC                           | 4          | 0          | FACup+CdL       | 0+1             | 0               | -                  | -                  | -                  | -           | -           | -           | 5      | 0      |        |
| Totale Norwich City           | Totale Norwich City           | Totale Norwich City           | 82         | 9          |                 | 7               | 2               |                    | -                  | -                  |             | -           | -           | 89     | 11     |        |
| Totale carriera               | Totale carriera               | Totale carriera               | 259+4      | 26         |                 | 8               | 2               |                    | -                  | -                  |             | -           | -           | 271    | 28     |        |

## Palmarès

### Club

#### Competizioni nazionali
- Football League Championship: 2

Norwich City: 2018-2019, 2020-2021